# بيلي كوك
بيلي كوك (بالإنجليزية: Billy Cook)‏ هو ممثل أمريكي، ولد في 13 أكتوبر 1928 في الولايات المتحدة، وتوفي بنفس المكان في 19 يونيو 1981.

## أعمال

### أفلام
- (2013)  لا تتراجع أبدا

## وصلات خارجية
- بيلي كوك على موقع IMDb (الإنجليزية)
- بيلي كوك على موقع قاعدة بيانات الفيلم (الإنجليزية)